# Prunus tetradenia
Prunus tetradenia — вид квіткових рослин з родини трояндових (Rosaceae). Ареал охоплює такі країни: Мексика (Чьяпас, Ідальго, Оахака, Пуебла, Веракрус).

## Середовище
Зустрічається у субтропічних/тропічних вологих гірських лісах на висоті від 1200 до 2100 м над рівнем моря, а також у рудеральній і вторинній рослинності. Це поширена рослина, якій сприяє порушення довкілля.

## Морфологічний опис
Це дерево заввишки від 6 до 20 метрів.